# Anax congoliath
Anax congoliath е вид водно конче от семейство Aeshnidae. Видът е незастрашен от изчезване.

## Разпространение
Разпространен е в Габон, Демократична република Конго, Замбия и Камерун.